# Chambre de commerce et d'industrie Saône-Doubs
La chambre de commerce et d'industrie Saône-Doubs est née le 1er décembre 2021 de la fusion de la chambre de commerce et d'industrie du Doubs et de la chambre de commerce et d'industrie de Haute-Saône. Son siège est à Besançon au 46, avenue Villarceau.
Elle fait partie de la chambre de commerce et d'industrie de région Bourgogne-Franche-Comté.

## Missions
La CCI est un organisme chargé de représenter les intérêts des entreprises commerciales, industrielles et de service du Doubs et de la Haute-Saône et de leur apporter certains services. C'est un établissement public qui gère en outre des équipements au profit de ces entreprises.
Comme toutes les CCI, elle est placée sous la tutelle du préfet du département représentant le ministère chargé de l'industrie et le ministère chargé des PME, du Commerce et de l'Artisanat.

### Service aux entreprises
- Centre de formalités des entreprises
- Assistance technique au commerce
- Assistance technique à l'industrie
- Assistance technique aux entreprises de service
- Point A (apprentissage)

### Gestion d'équipements
- Aéroport de Besançon-La Vèze
- Port fluvial

### Centres de formation
- IMEA, l'école de la CCI Saône-Doubs

## Pour approfondir